# Медведево (Сумская область)
Медве́дево (укр. Медведеве) — село,
Белогривский сельский совет,
Кролевецкий район,
Сумская область,
Украина.
Код КОАТУУ — 5922681204. Население по переписи 2001 года составляло 21 человек .

## Географическое положение
Село Медведево находится на левом берегу реки Глистянка,
выше по течению на расстоянии в 1,5 км расположено село Крещатик,
ниже по течению на расстоянии в 3 км расположено село Губаревщина.
К селу примыкает большой лесной массив (сосна, берёза).

## История
- Село Медведево основано в последней четверти XIX века как Азиков хутор.